# The Lord Chamberlain's Men
The Lord Chamberlain's Men ("I servitori del Lord Ciambellano"), conosciuta anche solo con il nome di Chamberlain's Men, fu una compagnia teatrale inglese, fondata nel maggio 1594 da Henry Carey, Lord Ciambellano di Elisabetta I, e in auge sino al 1603, quando, con l'ascesa al trono di Giacomo I, ne ottenne ufficialmente la protezione, cambiando quindi nome in The King's Men.
La compagnia è famosa per aver avuto tra i suoi membri William Shakespeare, che vi recitò e scrisse per la maggior parte della sua carriera, producendovi tutte le sue opere a noi giunte. Formatasi in un periodo assai fertile per il mondo teatrale londinese, la compagnia divenne presto una delle principali della città, in competizione con The Admiral's Men. Ebbe come sede per le rappresentazioni dapprima The Theatre e successivamente il Globe, di sua proprietà.
Primo attore della compagnia fu Richard Burbage, figlio dell'impresario teatrale James: tra gli altri attori figuravano Shakespeare, William Kempe, Augustine Phillips, Thomas Pope e John Heminges.